# Johannes Homan
Johannes Homan (Rolde, 28 november 1760 - aldaar, 2 oktober 1826) was een Nederlands politicus.

## Leven en werk
Johannes Homan, lid van de familie Homan, was een zoon van de schulte van Rolde Lukas Homan en Aleida Nijsingh. In 1795 werd hij benoemd tot schulte van Rolde. Hij was in 1795 een van de 44 representanten van het Volk van Drenthe. In 1811 werd zijn functie omgezet in die van maire van Rolde. Hij ambieerde deze functie niet, maar kreeg geen ontslag. In 1819 werd hij opgevolgd door zijn zoon Hendrik. Zijn zoon Lucas werd burgemeester van Norg. Van 1815 tot zijn overlijden in 1826 was hij lid van Provinciale Staten van Drenthe.
Homan trouwde op 29 maart 1792 in Nijeveen met Roelofje Vos, dochter van de advocaat mr. Hendrik Vos en Roelina Alingh. Uit dit huwelijk werden twaalf kinderen geboren, waarvan er vijf op jonge leeftijd overleden.
Kinderen van hem zijn o.a.:
- Hendrik Homan, schulte en burgemeester van Rolde
- Lucas Homan, burgemeester van Norg
- Aleida Homan, gehuwd met de burgemeester van Peize, Berend Willinge Kymmell